# Tsar (film)
Tsar (ryska: Царь), kan även översättas till Tsaren) är en rysk film av regissören Pavel Lungin från 2009, och handlar om Ivan den förskräcklige som år 1547 kröntes till Rysslands första tsar. Filmen öppnade 50-årsjubileet av Moskvas internationella filmfestival 2009, efter att först ha fått smygpremiär på Filmfestivalen i Cannes där den tävlade i kategorin Un Certain Regard.

## Handling
Filmen utspelar sig mellan åren 1566 och 1569. Filmen tar sin början under Livländska kriget. Biskopen Filipp, på väg till Moskva, undsätter den lilla flickan Masja, som flyr från våldsamma soldater. När han anländer till huvudstaden bjuder tsaren in honom att tillträda som metropolit av Moskva. Filipp accepterar uppgiften motvilligt och ägnar sin tid åt att på olika sätt förgäves försöka dämpa tsarens grymma vansinnesutbrott.
Vi får bevittna försvaret av staden Polotsk. Budet kommer till Moskva; efter att de polska och litauiska trupperna kringgått de ryska försvararna och närmat sig staden bakifrån kapitulerar guvernören i Polotsk. Tsaren blir rasande och befaller att guvernören, som under tiden anlänt till Moskva, och alla hans män skall avrättas. Filipp tar dem i försvar, vilket för tsaren rasande. Guvernören arresteras. Tsar Ivan befaller att Filipp ska sätta sig till doms över guvernören och döma honom till döden. Filipp tror dock de anklagades berättelser och vägrar att underteckna en sådan dom.
Ivan vill emellertid skrida till verket med avrättningarna, och har förberett en grym död för de anklagade; de ska en och en brottas med en björn. Masja och Filipp försöker med Guds hjälp genom en ikon att avbryta spektaklet och lugna björnen. Filipp inser slutgiltigt det meningslösa i att tala vett i tsaren, och vägrar vid en kommande gudstjänst att välsigna honom. Tsaren avsätter honom i vredesmod, och han förvisas till ett kloster, där han slås i bojor.
Efter en tid lossas hans band på övernaturlig väg, och han får förmågan till klärvoajans och helande. Han varnar abboten och de övriga munkarna för att tsaren kommer att anlända till klostret, och att de råkar illa ut om de stannar kvar där. De viker dock inte från hans sida. När tsaren kommer anklagar Filipp honom för fruktansvärda grymheter och vägrar honom återigen sin välsignelse. Tsaren beordnar att Filipp skall strypas. Munkarna vägrar att låta tsarens följe ta med sig Filipps kropp, trots order därom, utan begraver honom i en träkyrka och låser in sig i den. Soldaterna bränner ned kyrkan och munkarna med den.
I den sista scenen förbereder Tsaren offentlig tortyr, till vilken han beordrar allmänheten att infinna sig. Var är mitt folk? frågar han sig, och ber.
Handlingen har av vissa setts som en allegori för Stalintiden.

## Roller
- Pjotr Mamonov - Ivan den Förskräcklige
- Oleg Jankovskij - Metropolit Filipp
- Anastasia Dontsova - Masja
- Alexander Domogarov - Aleksej Basmanov
- Alexander Ilijin - Fedka Basmanov